# Denys Skepski
Denys Wołodymyrowycz Skepski, ukr. Денис Володимирович Скепський (ur. 5 lipca 1987 w Czernihowie) – ukraiński piłkarz, grający na pozycji obrońcy, a wcześniej pomocnika.

## Kariera piłkarska

### Kariera klubowa
Wychowanek miejscowej Szkoły Piłkarskiej Junist' Czernihów, a potem klubu Desna Czernihów. Następnie przeszedł do Dynama Kijów. Rozpoczął karierę piłkarską w Desnie Czernihów. Potem występował w trzeciej i drugiej drużynie Dynama. W sierpniu 2006 wyjechał do Rosji, gdzie został piłkarzem Dinama Moskwa. Jednak przez częste kontuzje rzadko wychodził na boisko. W końcu marca 2010 przeszedł do klubu Wołgar-Gazprom Astrachań. W lutym 2011 został wypożyczony do Metałurha Zaporoże. Latem 2011 powrócił do Desny Czernihów. W marcu 2012 wyjechał do Białorusi, gdzie podpisał kontrakt z Biełszyną Bobrujsk. Przez niewykonanie warunków kontraktu w końcu sierpnia 2012 opuścił białoruski klub i został piłkarzem FK Połtawa. 31 stycznia 2013 został zaproszony przez trenera Borisa Ignatjewa do Torpeda Moskwa. 26 czerwca 2014 kontrakt za obopólną zgodą został anulowany, a już wkrótce został piłkarzem Sachalinu Jużnosachalińsk. Na początku 2015 wrócił do Desny. 14 lipca 2015 został piłkarzem klubu Czerkaśkyj Dnipro Czerkasy. 12 lipca 2017 po raz kolejny wrócił do Desny. 31 grudnia 2017 opuścił czernihowski klub. 20 września 2018 został piłkarzem Polissia Żytomierz. Na początku 2019 przeniósł się do Szewardeni-1906 Tbilisi.

### Kariera reprezentacyjna
Debiutował w reprezentacji Ukrainy U-18. Występował również w reprezentacji U-19 oraz w młodzieżowej reprezentacji Ukrainy.